# Стефенс, Тодд
Тодд Стефенс (англ. Todd Stephens); — американский режиссёр, сценарист и продюсер, автор так называемой «Трилогии Сандаски» (фильмы «Семнадцатилетний рубеж», «Джипси 83», третьего фильма пока нет).

## Биография
Детство и юность Тодда прошла в городе Сандаски (штат Огайо). С этим местом связаны несколько его фильмов, большинство из которых содержат гомосексуальную тематику.
Тодд Стефенс написал и подготовил автобиографический сценарий к фильму «Семнадцатилетний рубеж», который вышел на экраны в 1998 году. В 2001 году снимает сам фильм по собственному сценарию «Джипси 83». В 2006 году вышел на экраны фильм «Голубой пирог», сценаристом, режиссёром и продюсером которого был Тодд Стефенс. А в 2008 «Голубой пирог, продолжение: Парни идут вразнос!», премьера которого состоялась 28 июня 2008 года на кинофестивале Фреймлайн в Сан-Франциско.

## Фильмография
- 1998 — Семнадцатилетний рубеж / Edge of Seventeen — сценарист и продюсер
- 2001 — Джипси 83 / Gypsy 83 — сценарист, режиссёр и продюсер
- 2006 — Голубой пирог / Another Gay Movie — так же
- 2008 — Голубой пирог, продолжение: Парни идут вразнос! / Another Gay Sequel: Gays Gone Wild — так же
- 2021 — Лебединая песня / Swan Song — так же

## Награды
- Премия Большого жюри на Фестивале Аутфест в Лос-Анджелесе за «Выдающийся сценарий» к фильму «Семнадцатилетний рубеж», 1998 год.
- Премия «Лучшему новому режиссёру» на ЛГБТ-кинофестивале в Сиэтле за фильм «Джипси 83», 2001 год.
- Приз зрительских симпатий за «Лучший художественный фильм» на Международном ЛГБТ-кинофестивале в Торино за фильм «Джипси 83», 2002 год.
- Приз зрительских симпатий за «Лучший художественный фильм или видео» на ЛГБТ-фестивале видео и кино в Торонто, 2002 год.